# Isabella Colbran
Isabel Ángela Colbran Ortola (Madrid; 28 de febrero de 1784 - Bolonia; 7 de octubre de 1845), fue una mezzosoprano y soprano dramático-coloratura española, considerada la mejor de su tiempo, aunque aparentemente era una soprano sfogato. También fue compositora y dejó escritos 4 volúmenes de canciones. Gioachino Rossini la consideró su musa y una de las mejores intérpretes de su obra. 

## Trayectoria

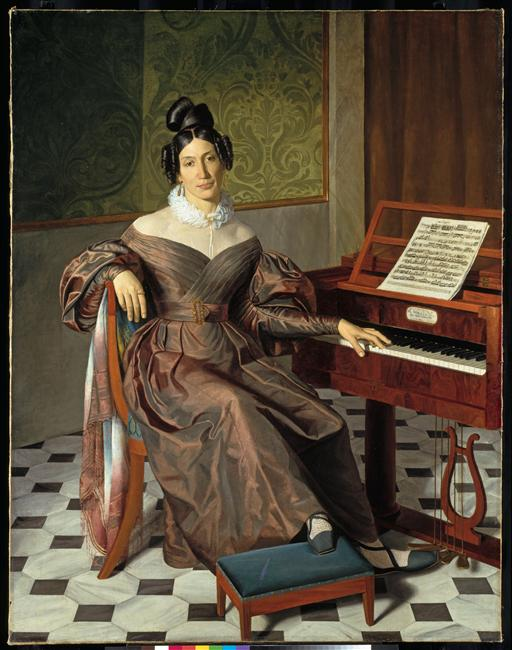
Retrato de Isabella Colbran pintado por Johann Baptist Reiter, c. 1835.

Isabella Colbran era hija del violinista español Juan Colbran (1751-1820), conocido como Giovanni, y de Teresa Ortola. Recibió su primera formación de F. Pareja y G. Marinelli, y con Girolamo Crescenti, en París. En 1801, debuta en París y en 1807 en Milán. En 1811, es contratada por el agente Domenico Barbaja (1778-1841), que sería su amante, para el Teatro San Carlo de Nápoles. 
En 1815, la soprano abandona a Barbaja. En la cúspide de su carrera colaboró estrechamente con Rossini (1792-1868), que compuso para ella el papel principal de Elisabetta, regina d'Inghilterra. La colaboración musical con el compositor continuó con los papeles de Desdémona en Otello (1816), Lisetta en La Gazzetta (1816), Armida (1817), Elcia en Moisés en Egipto (1818), Zoraide de Ricciardo e Zoraide (1818), el titular de Ermione (1819), Elena en La donna del Lago (1819), Anna en Maometto Secondo (1820) y el titular de Zelmira (1822) y Semiramide (1823). 
En 1821, dejó Nápoles y se fue a Londres con Rossini, con quien se casó el 22 de marzo de 1822. Al año siguiente volvieron a Venecia donde el compositor escribió el papel titular de Semiramide para Isabella, que recibió mala crítica del público y la prensa. Semiramide sería la última ópera que Rossini compuso para Italia y para la Colbran. Se mudaron luego a París. Durante el periodo francés el matrimonio de la Colbran con Rossini pasó por frecuentes desavenencias domésticas. En 1837, Isabella y Rossini dejaron París para vivir en Italia donde el compositor sufrió de neurastenia. 
La Colbran murió finalmente en octubre de 1845 a los sesenta y un años de edad, luego de lo cual Rossini se casaría con Olympe Pélissier. Su tumba está en el Cimitero Monumentale de la Cartuja de Bolonia, junto a su padre Giovanni y los padres de Rossini. Era tía materna de Julia Espín y Pérez de Collbrand (1838 - 1906), quien fuera uno de los amores platónicos de Gustavo Adolfo Bécquer (1836-1870). 
Isabella Colbran escribió cuatro colecciones de canciones que dedicó a la zarina rusa, su maestro Girolamo Crescentini, la reina de España y la princesa Eugenia de Beauharnais.

## Su voz
La voz de la Colbran era elogiada por su gran potencia y unidad de registros, tenía la rara habilidad de cantar roles de diferente tessitura, de mezzosoprano grave a soprano aguda coloratura. Su registro vocal iba del sol3 al mi6. Rossini la consideró su musa y una de las mejores intérpretes de su obra.
En el año 2009, la mezzosoprano norteamericana Joyce DiDonato grabó un recital homenaje con las obras que Rossini compuso para Colbran.